# Maqam arabo
Il maqam arabo (in arabo مقام‎?, maqām, letteralmente "luogo"; plurale مقامات‎ tradotto: maqāmāt) è il sistema di modalità melodiche utilizzato nella musica araba tradizionale, che è principalmente melodica. La parola maqam in arabo significa luogo, collocazione o posizione. Il maqam arabo è un tipo di melodia. È "una tecnica di improvvisazione" che definisce i toni, i modelli e lo sviluppo di un brano musicale e che è "unico per la musica araba". Ci sono settantadue righe di toni eptatonici o scale di maqamat. Questi sono costruiti da secondi maggiori, neutri e minori. Ogni maqam è costruito su una scala e porta una tradizione che definisce le sue frasi abituali, le note importanti, lo sviluppo melodico e la modulazione. Sia le composizioni che le improvvisazioni nella musica araba tradizionale si basano sul sistema maqam. I maqamat possono essere realizzati con musica vocale o strumentale e non prevede una componente ritmica.
Un fattore essenziale nell'esecuzione è che ogni maqam descrive il "fattore tonale-spaziale" o insieme di note musicali e le relazioni tra di esse, compresi i modelli tradizionali e lo sviluppo della melodia, mentre la "componente ritmico-temporale" non è soggetta a nessuna organizzazione definita". Un maqam non ha "uno schema di battute stabilito e periodicamente ricorrente né un metro immutabile. Un certo ritmo a volte identifica lo stile di un artista, ma questo dipende dalla sua tecnica di esecuzione e non è mai una caratteristica del maqam in quanto tale". L'aspetto compositivo o piuttosto precomposizionale del maqam è l'organizzazione tonale-spaziale che comprende il numero di livelli di tono e l'aspetto improvvisativo è la costruzione dello schema ritmico-temporale.

## Storia
La designazione del maqam apparve per la prima volta nei trattati scritti nel XIV secolo da al-Sheikh al-Safadi e Abdulqadir al-Maraghi e da allora è stato usato come termine tecnico nella musica araba. Il maqam è una struttura modale che caratterizza l'arte della musica dei paesi del Nordafrica, del Vicino Oriente e dell'Asia centrale. In quest'area possiamo distinguere tre principali culture musicali che appartengono tutte alla famiglia modale del maqam, l'araba, la persiana e quella turca.

## Sistema di accordatura
Le note di un maqam non sono accordate nel temperamento equabile (il che significa che i rapporti di frequenza dei toni successivi non sono necessariamente identici, a differenza della scala cromatica usata nella musica occidentale moderna). Un maqam determina anche altre cose, come la tonica (nota iniziale), la nota finale e la nota dominante. Determina inoltre quali note dovrebbero essere enfatizzate e quali no.
I maqam arabi si basano su una scala musicale di 7 note che si ripete all'ottava. Alcuni maqam hanno 2 o più scale alternative (ad esempio Rast, Nahawand e Hijaz). Le scale dei maqam nella musica araba tradizionale sono microtonali, non basate su un sistema di accordatura musicale di dodici toni uguali, come nel caso della moderna musica colta occidentale. La maggior parte delle scale di maqam include una quinta perfetta o una quarta perfetta (o entrambe) e tutte le ottave sono perfette. Le rimanenti note in una scala di maqam possono o non possono esattamente cadere su semitoni. Per questo motivo le scale del maqam sono per lo più insegnate oralmente e ascoltando a fondo il repertorio musicale tradizionale arabo.

## Notazione
Poiché gli intervalli microtonali sono poco pratici da annotare accuratamente, all'inizio del XX secolo fu adottato un sistema di notazione musicale semplificato nella musica araba. A partire da una scala cromatica, la scala araba è divisa in 24 quarti di tono uguali, dove un quarto di tono è uguale a mezzo semitono in una scala temperata in modo equabile di 12 toni. In questo sistema di notazione tutte le note in una scala di maqam sono arrotondate al quarto di tono più vicino.
Questo sistema di notazione non è esatto poiché elimina i dettagli microtonali, ma è molto pratico perché consente di notare le scale dei maqam usando la notazione standard occidentale. I quarti di tono possono essere annotati usando il segno semi-bemolle ( o ) o il segno semi-diesis (). Quando trascritte con questo sistema di notazione, alcune scale di maqam includono quarti di tono, mentre altre no.
In pratica i maqam non vengono eseguiti in tutte le chiavi cromatiche e sono più rigidi da trasporre delle scale nella musica occidentale, principalmente a causa dei limiti tecnici degli strumenti arabi. Per questo motivo i semi-diesis raramente si trovano nelle scale del maqam ed i semi-bemolle più utilizzati sono Mi, Si e meno frequentemente La.

## Intonazione
Il sistema a 24 toni è interamente una convenzione notazionale e non influisce sull'effettiva intonazione precisa delle note eseguite. I musicisti arabi praticanti, pur usando la nomenclatura del sistema a 24 toni (semi bemolle e semi diesis), eseguono ancora i dettagli microtonali più fini che sono stati tramandati attraverso la tradizione orale.
Le scale dei maqam che non includono i quarti di tono (ad esempio Nahawand, ‘Ajam) possono essere eseguite su strumenti a temperamento uguale come il piano, tuttavia tali strumenti non possono riprodurre fedelmente i dettagli microtonali della scala del maqam. Le scale del maqam possono essere eseguite fedelmente su strumenti senza tasti (ad esempio l'oud o il violino) o su strumenti che consentono un grado sufficiente di accordabilità e controllo microtonale (ad esempio il ney o il qanun o il clarinetto). Sugli strumenti a corde con corde di acciaio, il controllo microtonale può essere ottenuto piegando le corde, come quando si suona il blues.
L'esatta intonazione di ogni scala di maqam cambia con il periodo storico, così come la regione geografica (come nel caso degli accenti linguistici, per esempio). Per questo motivo e poiché non è comune notare con precisione e accuratezza variazioni microtonali da una scala temperata uguale a dodici toni, le scale di maqam sono, in pratica, apprese in modo auditivo.

### Fasi e toni centrali
Ogni passaggio è costituito da una o più fasi che sono sezioni "suonate su un tono o all'interno di un'area tonale" e possono richiedere da sette a quaranta secondi per articolarsi. Ad esempio, un livello di tono centrato sul sol:
I livelli tonali, o tonalità assiali, iniziano nel registro inferiore e salgono gradualmente al massimo, al culmine prima di scendere di nuovo, ad esempio (nella notazione influenzata dall'Europa):
"Quando tutte le possibilità della strutturazione musicale di un tale livello di tono sono state completamente esplorate, la fase è completa."

#### Nucleo
I toni centrali di un maqam sono creati da due intervalli diversi. Gli undici toni centrali del maqam utilizzati nell'esempio di sequenza della fase sopra possono essere ridotti a tre che compongono il "nucleo" del maqam:
Le righe tonali dei maqamat possono essere identiche, come nel maqam bayati e nel maqam 'ushshaq turki:
ma si distingue per nuclei differenti. Il bayati è mostrato nell'esempio sopra, mentre lo 'ushshaq turki è:

## Ajnas
Le scale maqam sono composte da piccoli gruppi di note consecutive che hanno una melodia molto riconoscibile e trasmettono un mood distintivo. Tale gruppo è chiamato jins (in arabo جنس‎?; plurale ajnās أجناس‎), che significa "genere" o "tipo". Nella maggior parte dei casi, un jins è composto da quattro note consecutive (tetracordo), sebbene esistano anche ajnas di tre note consecutive (tricordo) o cinque note consecutive (pentacordo).
Le ajnas sono i mattoni di una scala di un maqam. Una scala di maqam ha jins inferiori (o primi) e jins superiori (o secondi). Nella maggior parte dei casi i maqam sono classificati in famiglie o rami in base al loro jins inferiore. Il jins superiore può iniziare sulla nota finale del jins inferiore o sulla nota successiva. In alcuni casi le ajnas superiori e inferiori possono sovrapporsi. La nota di partenza del jins superiore è chiamata dominante ed è la seconda nota più importante in quella scala dopo la tonica. Le scale di maqam spesso includono ajnas secondarie che iniziano su note diverse dalla tonica o dalla dominante. Le ajnas secondarie sono evidenziate nel corso della modulazione.
I riferimenti sulla teoria musicale araba spesso differiscono sulla classificazione delle ajnas. Non esiste consenso su un elenco definitivo di tutte le ajnas, i loro nomi o le loro dimensioni. Tuttavia la maggior parte dei riferimenti concordano sui 9 ajnas di base, che costituiscono anche le principali famiglie di 9 maqam. Di seguito è riportato l'elenco delle 9 ajnas di base notate con notazione standard occidentale (tutte le note sono arrotondate al quarto di tono più vicino):
| ‘Ajam (عجم‎) tricordo, partendo in Si bemolle | Bayati (بياتي‎) tetracordo, partendo in Re    | Hijaz (حجاز‎) tetracordo, partendo in Re   |
| Kurd (كرد‎) tetracordo, partendo in Re        | Nahawand (نهاوند‎) tetracordo, partendo in Do | Nikriz (نكريز‎) pentacordo, partendo in Do |
| Rast (راست‎) tetracordo, partendo in Do       | Saba (صبا‎) tetracordo, partendo in Re        | Sikah (سيكاه‎) tricordo, partendo in Mi    |

(per maggiori dettagli vedi Arabic Maqam Ajnas)

## Famiglie Maqam
- ‘Ajam -

‘Ajam (عجم‎)
Jiharkah (جهاركاه‎)
Shawq Afza ( شوق افزا‎ o شوق أفزا‎)
Ajam Ushayran (عجم عشيران‎)
- Sikah

Bastah Nikar (بسته نكار‎)
Huzam (هزام‎)
‘Iraq (عراق‎)
Musta‘ar (مستعار‎)
Rahat al-Arwah (راحة الأرواح‎) (scritto Rahatol Arwah)
Sikah (سيكاه‎)
Sikah Baladi (سيكاه بلدي‎)
- Bayati

Bayatayn (بیاتین‎)
Bayati (بياتي‎)
Bayati Shuri (بياتي شوري‎)
Husayni (حسيني‎)
Nahfat (نهفت‎)
Huseini Ushayran (حسيني عشيران‎)
- Nahawand

Farahfaza (فرحفزا‎)
Nahawand (نهاوند‎)
Nahawand Murassah (نهاوند مرصّع‎ o نهاوند مرصع‎)
‘Ushaq Masri (عشاق مصري‎)
Sultani Yakah (سلطاني ياكاه‎)
- Rast

Mahur (ماهور‎)
Nairuz (نيروز‎)
Rast (راست‎)
Suznak (سوزناك‎)
Yakah (يكاه‎)
- Hijaz

Hijaz (حجاز‎)
Hijaz Kar (حجاز كار‎)
Shad ‘Araban (شد عربان‎)
Shahnaz (شهناز‎)
Suzidil (سوزدل‎)
Zanjaran (زنجران‎)
Hijazain (حجازين‎)
- Saba

Saba (صبا‎)
Saba Zamzam (صبا زمزم‎)
- Kurd

Kurd (كرد‎)
Hijaz Kar Kurd (حجاز كار كرد‎)
Lami (لامي‎)
- Nawa Athar

Athar Kurd (أثر كرد‎)
Nawa Athar (نوى أثر‎ o نوى اثر‎)
Nikriz (نكريز‎)
Hisar (حصار‎)

## Contenuto emotivo
Si dice a volte che ogni maqam evoca un'emozione o un insieme di emozioni specifiche determinate dalla riga del tono e dal nucleo, con diversi maqam che condividono la stessa riga del tono ma differiscono nel nucleo e quindi nell'emozione. Si dice che maqam Rast susciti orgoglio, potere, solidità mentale e mascolinità. Il maqam Bayati: vitalità, gioia e femminilità. Sikah: amore. Saba: tristezza e dolore. Hijaz: il deserto lontano.
In un esperimento in cui il maqam Saba è stato interpretato da un numero uguale di arabi e non arabi a cui è stato chiesto di registrare le loro emozioni in cerchi concentrici con le emozioni più deboli nei cerchi esterni, i soggetti arabi hanno riferito di aver vissuto il Saba come "triste", "tragico" e "pianto", mentre solo il 48 percento dei non arabi lo descriveva così con il 28 percento dei non arabi che descriveva sentimenti come "serietà", "desiderio" e "tensione" e il 6 percento provava sentimenti come "felice", "attivo" e "molto vivace" e il 10 percento non ha riscontrato alcun sentimento.
Si dice che queste emozioni siano evocate in parte attraverso il cambiamento delle dimensioni di un intervallo durante una rappresentazione del ''maqam''. Il ''maqam'' Saba, per esempio, contiene nelle sue prime quattro note, Re, Mi, Fa, e Sol♭, due secondi medi uno più grande (160 centesimi) e uno più piccolo (140 centesimi) rispetto a un tono di tre quarti e un secondo minore (95 centesimi). Inoltre, il Mi e il Sol♭ può variare leggermente, si dice per causare un umore "triste" o "sensibile".
Parlando in generale si dice che ogni maqam susciti un'emozione diversa nell'ascoltatore. Ad un livello più elementare si afferma che ogni jins trasmette un umore o un colore diverso. Per questo motivo si dice che i maqam della stessa famiglia condividano un umore comune poiché iniziano con gli stessi jins. Non c'è consenso su quale sia esattamente l'umore di ogni maqam o jins. Alcune fonti descrivono gli stati d'animo del maqam usando una terminologia molto vaga e soggettiva (ad esempio i maqam che evocano "amore", "femminilità", "orgoglio" o "il deserto lontano"). Tuttavia non è stata effettuata alcuna seria ricerca utilizzando la metodologia scientifica su un campione diversificato di ascoltatori (sia arabi che non arabi), che dimostri che provano la stessa emozione quando ascoltano lo stesso maqam.
Tentare lo stesso esercizio nella più recente musica classica tonale significherebbe mettere in relazione uno stato d'animo con i modi maggiore e minore. In quel caso c'è un certo consenso sul fatto che la scala minore è "più triste" e la scala maggiore è "più felice".

## Modulazione
La modulazione è una tecnica utilizzata durante lo sviluppo melodico di un maqam. In termini semplici significa passare da un maqam a un altro (compatibile o strettamente correlato) maqam. Ciò comporta l'utilizzo di una nuova scala musicale. Un lungo brano musicale può modulare su molti maqamat ma di solito termina con il maqam iniziale (in rari casi lo scopo della modulazione è di terminare effettivamente con un nuovo maqam). Una forma più sottile di modulazione all'interno dello stesso maqam è spostare l'enfasi da un jins all'altro in modo da implicare un nuovo maqam.
La modulazione aggiunge molto interesse alla musica ed è presente in quasi tutte le melodie basate su maqam. Le modulazioni che piacciono all'orecchio sono create aderendo a combinazioni compatibili di ajnas e maqamat stabilite da tempo nella musica araba tradizionale. Sebbene tali combinazioni siano spesso documentate in fonti musicali, i musicisti più esperti le imparano ascoltando a fondo.